# Terakado Seiken
Terakado Seiken (japonês: 寺門静軒) (1796 – 1868) foi um estudioso confucionista que viveu no Japão durante o período Edo. Ele é mais conhecido por escrever sobre Tóquio.

## Início da vida
Terakado nasceu no Domínio de Mito em 1796. Seu pai, um funcionário menor do governo, morreu quando Terakado tinha 13 anos. Após a morte de seu pai, ele viveu um estilo de vida delinquente antes de se voltar para o confucionismo e, eventualmente, abrir uma escola. Como seu pai, ele ocupou uma posição secundária como samurai.

## Carreira
Em 1831, ele escreveu uma série de ensaios intitulada "An Account of the Prosperity of Edo" (江戸繁昌記, Edo Hanjoki). Os ensaios foram compilados como um livro e publicados em 1838. Os ensaios foram proibidos por funcionários da Edo em 1835 e, após a publicação, as xilogravuras com as quais o livro foi impresso foram confiscadas em 1842. Ao mesmo tempo, Terakado também foi proibido de ser oficial. Depois de perder sua posição de samurai, Terakado vagou pelo Japão e trabalhou como professor e escritor. Ele morreu em 1868.
Edo Hanjoki foi uma sátira social mordaz do governo Tokugawa. Ele escreveu a maioria dos ensaios em kanbun literário, sendo normalmente usado apenas em documentos governamentais. Isso trouxe um nível adicional de seriedade aos assuntos sobre os quais ele escreveu, trazendo relatos de lutas entre pessoas comuns ao nível de batalhas épicas. Ao escrever sobre bairros mais ricos como Honjo, ele se concentrou nas partes mais desagradáveis do bairro, como bordéis. Ele também frequentemente justapôs as classes alta e baixa para lançar mais luz sobre as desigualdades econômicas dentro do sistema de governo de Tokugawa. O Edo Hanjoki influenciou gerações posteriores de críticos sociais e escritores.
O trabalho de Terakado foi extensivamente escrito pelo estudioso Andrew L. Markus.